# The Beatles’ Story
The Beatles’ Story (englisch Die Geschichte der Beatles) ist das sechste in den USA veröffentlichte Album der britischen Band The Beatles. Es erschien am 23. November 1964. Es ist das vierte Album der Beatles, das von Capitol Records vertrieben wurde.

## Entstehung

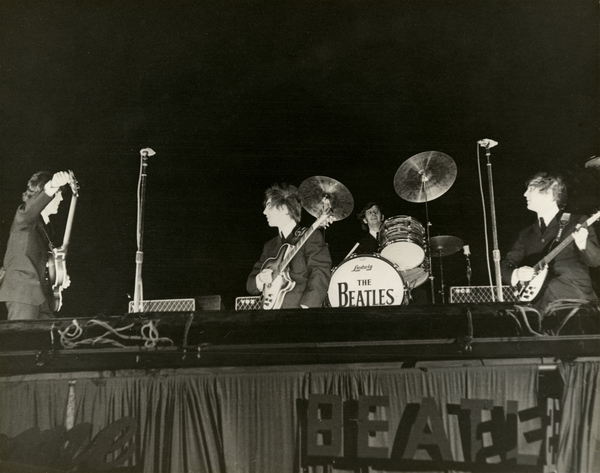
The Beatles, Konzert im Gator Bowl Stadium in Jacksonville (Florida), 11. September 1964

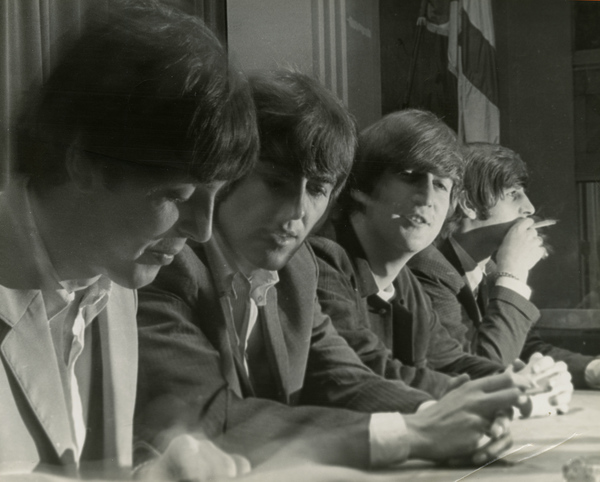
Pressekonferenz im George Washington Hotel, Jacksonville, 11. September 1964

Im Dezember 1963 unterzeichnete Brian Epstein, der Manager der Beatles, einen Plattenvertrag mit Capitol Records für zukünftige Beatles-Veröffentlichungen. Am 26. Dezember 1963 erschien dann mit I Want to Hold Your Hand / I Saw Her Standing There die erste Single der Beatles bei Capitol Records. Die Single stieg am 18. Januar 1964 auf Platz 45 in die Billboard Hot 100 ein. Zwei Wochen später führte I Want to Hold Your Hand die Charts an. Es war der kommerzielle Durchbruch für die Beatles in den USA. Bis November 1964 erreichten drei US-amerikanische Beatles-Alben die Nummer-eins-Position, zwei weitere Alben verblieben jeweils auf Platz zwei, weil ein anderes Album der Beatles in den USA sich schon auf dem ersten Platz befand. Hinzu kamen bis einschließlich I Feel Fine sechs Nummer-Eins-Single-Hits in den USA. Vom 7. bis zum 22. Februar 1964 begaben sich die Beatles auf eine Werbetour in die USA. Am 9. Februar 1964 traten die Beatles in der The Ed Sullivan Show auf. 73,7 Millionen Zuschauer an den Fernsehgeräten verfolgten die Live-Sendung. Am 11. Februar 1964 erfolgte das erste Konzert der Beatles in den USA, im Washington Coliseum (Washington, D.C.), das zweite Konzert erfolgte in der New Yorker Carnegie Hall, vom 19. August bis zum 20. September 1964 folgte die erste US-Tour der Beatles.
Um das einjährige Jubiläum zu begehen, plante Capitol Records in den USA, das aufgenommene Hollywood-Bowl-Konzert vom 23. August 1964 als Live-Album zu veröffentlichen, aber aufgrund der ablehnenden Haltung von George Martin und den Beatles wurde das Projekt fallen gelassen. Ein weiterer Plan der Plattenfirma war es, ein Greatest-Hits-Doppelalbum Best of the Beatles zu veröffentlichen, aber auch dieses Projekt wurde nicht realisiert. Stattdessen wurde eine Art Dokumentations-Doppelalbum produziert, auf dem die bisherige Geschichte der Beatles von John Babcock, Roger Christian und Al Wiman erzählt wird. Das Album enthält weiterhin Interviews mit den einzelnen Beatles, einen extra für das Album hergestellten Beatles-Medley sowie einen kurzen Ausschnitt der Liveversion des Liedes Twist and Shout, das am 23. August 1964 während des Hollywood-Bowl-Konzertes aufgenommen wurde. Die im Hintergrund zu hörende Instrumentalmusik wurde von den Hollywood Strings eingespielt.
Das erste Interview-Album der Beatles wurde allerdings schon am 9. Juni 1964 mit dem Titel The American Tour with Ed Rudy veröffentlicht, am 24. September 1964 folgte das Interviewalbum Hear the Beatles Tell All (Katalognummer: VeeJay PRO 30) von Vee-Jay Records. Während sich The American Tour with Ed Rudy nur auf Platz 20 und Hear The Beatles Tell All nicht in den US-amerikanischen Charts platzieren konnte, erreichte The Beatles’ Story Platz sieben.
 The Beatles’ Story wurde in einer Mono- und in einer Stereoversion veröffentlicht.
Das Doppelalbum The Beatles’ Story wurde auch in Kanada und Japan (5. August 1966) veröffentlicht. In Chile erschien das Doppelalbum unter dem Titel Historia de Los Beatles in 1965.

## Covergestaltung
Die Coverfotos stammen von Joe Covello.

## Titelliste
Seite 1
1. On Stage with the Beatles – 1:03
2. How Beatlemania Began – 1:20
3. Beatlemania in Action – 1:25
4. Man Behind the Beatles – Brian Epstein – 2:47
5. John Lennon – 5:50
6. Who’s a Millionaire? – 0:39

Seite 2
1. Beatles Will Be Beatles – 7:28
2. Man Behind the Music – George Martin – 1:04
3. George Harrison – 4:46

Seite 3
1. A Hard Day’s Night – Their First Movie – 3:08
2. Paul McCartney – 2:45
3. Sneaky Haircuts and More About Paul – 3:29

Seite 4
1. The Beatles Look at Life – 2:05
2. ‘Victims’ of Beatlemania – 1:10
3. Beatles Medley – 3:58
  1. Things We Said Today
  2. I’m Happy Just to Dance with You
  3. Little Child
  4. Long Tall Sally
  5. She Loves You
4. Ringo Starr – 6:24
5. Liverpool and All the World! – 1:05

## Kommerzieller Erfolg

### Chartplatzierungen
| ChartsChartplatzierungen       | Höchstplatzierung | Wochen |
| ------------------------------ | ----------------- | ------ |
| Vereinigte Staaten (Billboard) | 7 (17 Wo.)        | 17     |

### Auszeichnungen für Musikverkäufe
| Land/Region               | Auszeichnungen für Musikverkäufe (Land/Region, Auszeichnung, Verkäufe) | Verkäufe  |
| ------------------------- | ---------------------------------------------------------------------- | --------- |
| Vereinigte Staaten (RIAA) | Gold                                                                   | 1.000.000 |
| Insgesamt                 | 1× Gold ·                                                              | 1.000.000 |

Hauptartikel: The Beatles/Auszeichnungen für Musikverkäufe

## Wiederveröffentlichung
Im Januar 2014 wurde The Beatles’ Story als Teil der CD-Box The U.S. Albums veröffentlicht, es erschien nicht separat.